# Frontierland
Ne doit pas être confondu avec Frontierland (Angleterre).
Frontierland est l'un des pays des Royaumes enchantés de Disney. Il fait partie des cinq lands voulus par Walt Disney pour Disneyland.
Frontierland signifie en anglais le « pays de la frontière ». Frontier est ici pris dans le sens de la dernière frontière des États-Unis. Le land évoque le mythe de l'Ouest américain. En raison de l'absence de signification du terme frontier au Japon le nom du land a été modifié en Westernland, tout en gardant le même concept. En Chine, le concept complet est absent car le mythe du Far West n'a pas de signification. Ainsi, il n'existe de Frontierland ni dans le parc Hong Kong Disneyland, ni dans le parc Shanghai Disneyland.

## Concept
Le thème de ce land est la conquête de l'Ouest aux États-Unis au XIXe siècle. Le décor n'est pas uniquement l'Ouest américain mais s'étend des rives du Mississippi jusqu'à la frontière de la Californie en fonction des parcs. Le land comprend des cow-boys, de pionniers, des villes fantômes, du Plateau du Colorado et de la Ruée vers l'or californienne. Cette partie couvre plus précisément la période couverte des années 1790 à 1880,. Le thème y est la célébration des pionniers américains qui ont traversé le continent depuis les rives du Mississippi jusqu'à l'ouest mythique à bord de chariots bâchés. D'autres éléments complètent le thème tels que Tom Sawyer Island et les bateaux à aubes de Rivers of America pour les rives du Mississippi.
Le concept original du land à l'ouverture de Disneyland (en 1955) était plus orienté sur la nature et sa représentation. La principale attraction était Nature's Wonderland plus proche de Jungle Cruise à Adventureland. Elle reproduisait les décors majestueux de l'ouest américain et trois attractions permettait de parcourir ces décors : en diligence, en train et à dos de mule. Le décor regorge de détails qui donnent l'impression d'être revenu à l'époque du thème mais comme l'indique les imagineers, « beaucoup des éléments mentent. » Ainsi pour ce land, les paysagistes utilisent des essences délocalisées mais semblant vrai et font en sorte de laisser le décor dans un état apparemment moins entretenu que le reste du parc. Le land comporte aussi de nombreux éléments graphiques, des affiches imitant celle d'époque.
À l'ouverture du parc Disneyland, Frontierland occupait près d'un tiers de la superficie totale du parc en raison de la popularité des productions Disney associées à ce thème. Depuis, cette proportion a été réduite par l'ajout de nouvelles zones thématiques. À partir de 1960, seuls les mules et le train, ce dernier reprenant l'itinéraire des diligences, parcouraient les décors. La Tom Sawyer Island étendait le thème à la littérature. Le parc du Magic Kingdom ajouta l'attraction Country Bear Jamboree qui fut reprise à Disneyland mais dans un autre land, Bear Country.
À partir des années 1970, l'idée de montagnes russes de type train fou germa dans les esprits des imagineers. Nature's Wonderland fut donc fermé en 1977 et remplacé en 1979 par le train fou traversant une mine abandonnée de Big Thunder Mountain. Le thème de cette attraction est la ruée vers l'or de 1848-1849. Cette attraction a été recopiée dès l'année suivante au Magic Kingdom en Floride à l'emplacement d'une autre attraction alors à l'état conceptuel, Western River Expedition, qui ne vit pas le jour.
La version de Tokyo Disneyland, ouverte en 1983, reprend essentiellement les éléments du Magic Kingdom. En 1992, les efforts d'enrichissements du thème firent du Frontierland de parc Disneyland un land avec une grande unité thématique. À l'image du Liberty Square du Magic Kingdom, le land propose un voyage architectural et géographique à travers l'ouest américain. Le thème adopte celui d'une petite ville avec ses mythes, ses personnalités. L'une d'elles serait le propriétaire du Phantom Manor et de la mine désaffectée de Big Thunder Mountain. Le thème de la version de Floride a été aussi étendue avec l'ouverture de Splash Mountain au sein de Frontierland et non comme à Disneyland et Tokyo Disneyland de Critter Country.

## Disneyland
La version de Disneyland a déjà changé de concept principalement avec l'ouverture en 1979 de Big Thunder Mountain. Concept repris dans les autres parcs ouverts ensuite. Le land comprend aussi un important spectacle pyrotechnique donné sur les bords de la rivière : Fantasmic!. De plus un navire à voile navigue autour de Tom Sawyer Island en plus du navire à aube.
À Disneyland, Frontierland comprend les attractions :
- Frontierland Shootin' Exposition ;
- Tom Sawyer Island ;
- Big Thunder Mountain Railroad ;
- Mark Twain Riverboat ;
- Sailing Ship Columbia ;
- Fantasmic! ;
- Golden Horseshoe Saloon.

## Magic Kingdom
Le Frontierland du Magic Kingdom est similaire à celui de Disneyland en dehors de sa disposition au sud des Rivers of America, et non à l'est.
Au Magic Kingdom, Frontierland comprend les attractions :
- Big Thunder Mountain ;
- Country Bear Jamboree ;
- Diamond Horseshoe Revue/Diamond Horseshoe Jamboree ;
- Frontierland Shootin' Arcade ;
- Splash Mountain ;
- Tom Sawyer Island ;
- Walt Disney World Railroad.

## Tokyo Disneyland
À Tokyo Disneyland, le nom a été modifié en Westernland, car le terme de frontier n'est pas compris au Japon comme en Occident.
À Tokyo Disneyland, Westernland comprend les attractions :
- Big Thunder Mountain ;
- Country Bear Theater ;
- Mark Twain Riverboat ;
- Diamond Horseshoe Revue ;
- Tom Sawyer Island Rafts ;
- Westernland Shootin' Gallery.

## Parc Disneyland
Au parc Disneyland de Marne-la-Vallée, Frontierland se situe juste à gauche et au sud d'Adventureland, derrière Main Street (à la différence des parcs américains et japonais, où il est placé au nord d'Adventureland). L'île au milieu des Rivers of the Far West est consacrée à Big Thunder Mountain, et non pas à Tom Sawyer. Comme indiqué précédemment, le thème du land est plus élaboré.
Monument Valley et le Grand Canyon font partie des sites ayant inspiré le land. L'entrée se fait par la ville de Thunder Mesa qui sert de fil conducteur au land. Deux navires à aubes parcourent les Rivers of the Far West.
Au parc Disneyland, Frontierland comprend les attractions :
- Big Thunder Mountain ;
- Phantom Manor ;
- Rustler Roundup Shootin' Gallery ;
- Legends of the Wild West ;
- River Rogue Keelboats (1992-2002 / 2007-2009) ;
- Thunder Mesa Riverboat Landing :
  - Mark Twain Riverboat (1992-2011),
  - Molly Brown Riverboat ;
- Frontierland Playground ;
- Disneyland Railroad - Frontierland Depot.

Plusieurs attractions ont été imaginées avant d'être écartées du projet avant l'ouverture du parc. Le lieu envisagé pour Geyser Mountain est un site au-delà de Geyser Plateau. Le public devait descendre grâce à un monte-charge dans cette montagne où des tests de forage étaient effectués. Assis et ceinturés, les passagers devaient ressentir l'activité sismique plus le monte-charge s'enfonçait sous la terre, avant d'être éjectés vers le haut par une colonne d'eau comme si un geyser les propulsait vers le ciel. Splash Mountain est également évoqué. Thunder MesaLumber Co. était un parcours de bûches à l'apparence de scierie prévu entre Big Thunder Mountain et le ranch Cottonwood Creek Ranch. Avec deux chutes et un final laissant imaginer aux passagers que leur véhicule serait scié en deux, cela ne devait pas être une grande attraction. La météo est la raison pour laquelle ce projet ne s'est pas concrétisé. Hommage à Mine Train through Nature's Wonderland, l'attraction Lil' Thunder Mine était une déclinaison de Big Thunder Mountain pour les plus jeunes. Des raisons budgétaires et sa faible capacité stoppent ce projet qui aurait dû se réaliser à côté de Big Thunder Mountain.

## Hong Kong Disneyland

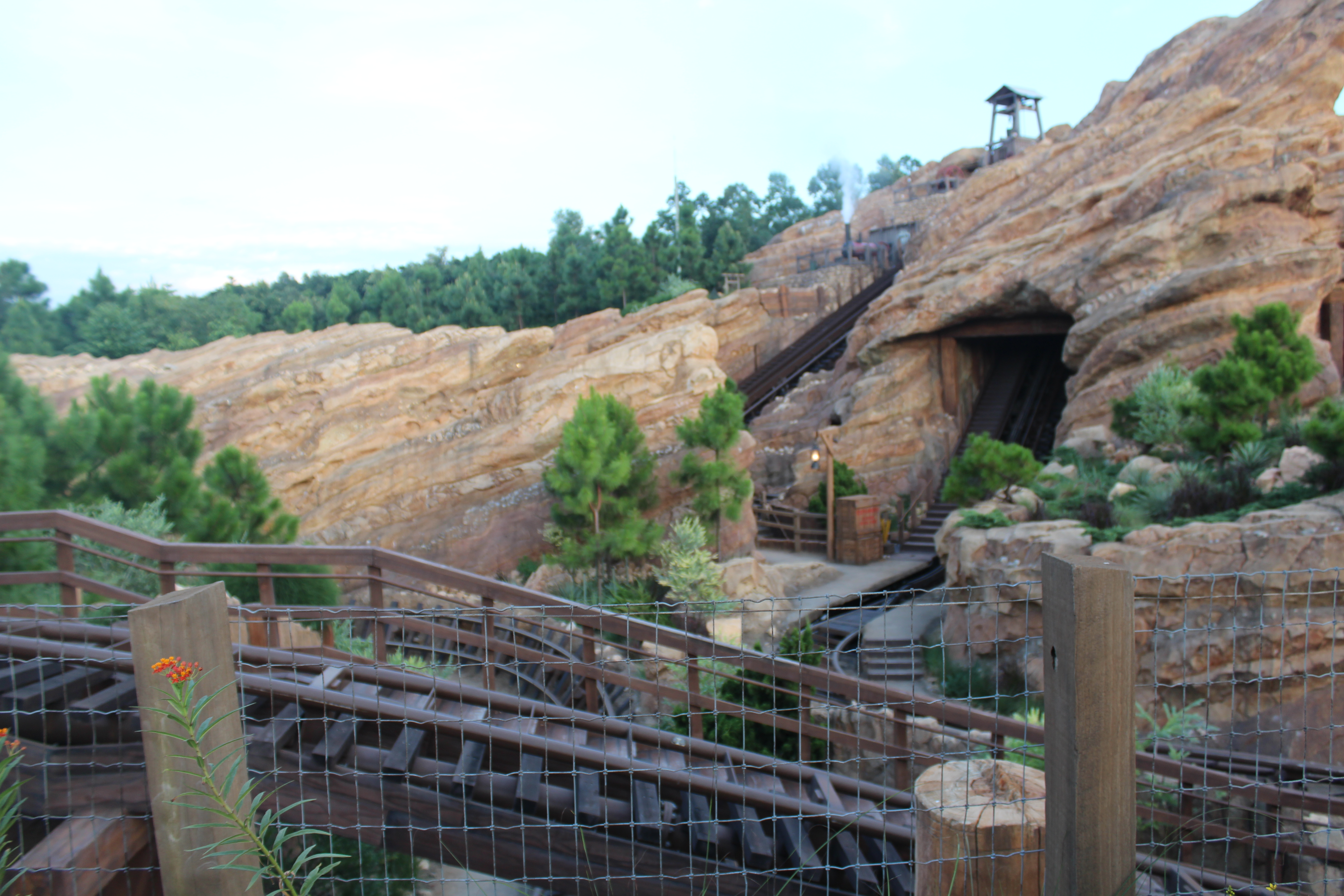
Big Grizzly Mountain Runaway Mine Cars.

Le parc possède deux petites zones contiguës qui peuvent être assimilées à un Frontierland. La première nommée Grizzly Gulch a été inaugurée le 14 juillet 2012 et représente une ville minière abandonnée que se réapproprient des ours. La seconde nommée Mystic Point est centrée sur Mystic Manor, un manoir qui est le point de convergence d'évènements surnaturels et de forces mystérieuses au cœur d'une forêt vierge, variante de Haunted Mansion. 
- Big Grizzly Mountain Runaway Mine Cars.
- Geyser Gulch, une zone de jeux avec des geysers.
- Mystic Manor
- Garden of Wonders